# Matang Bungong
Matang Bungong is een bestuurslaag in het regentschap Aceh Timur van de provincie Atjeh, Indonesië. Matang Bungong telt 719 inwoners (volkstelling 2010).